# Juhan Simm

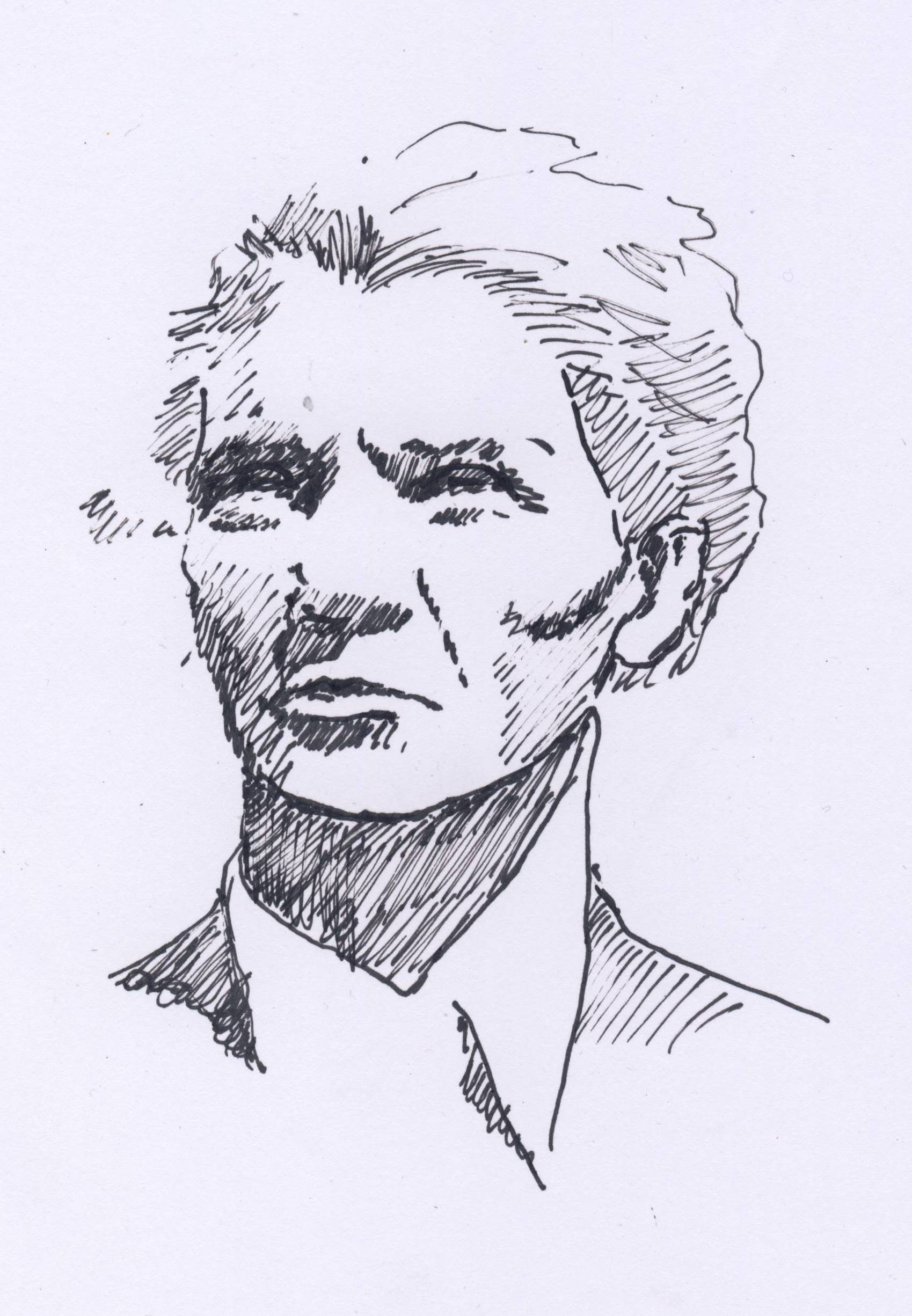
Juhan Simm

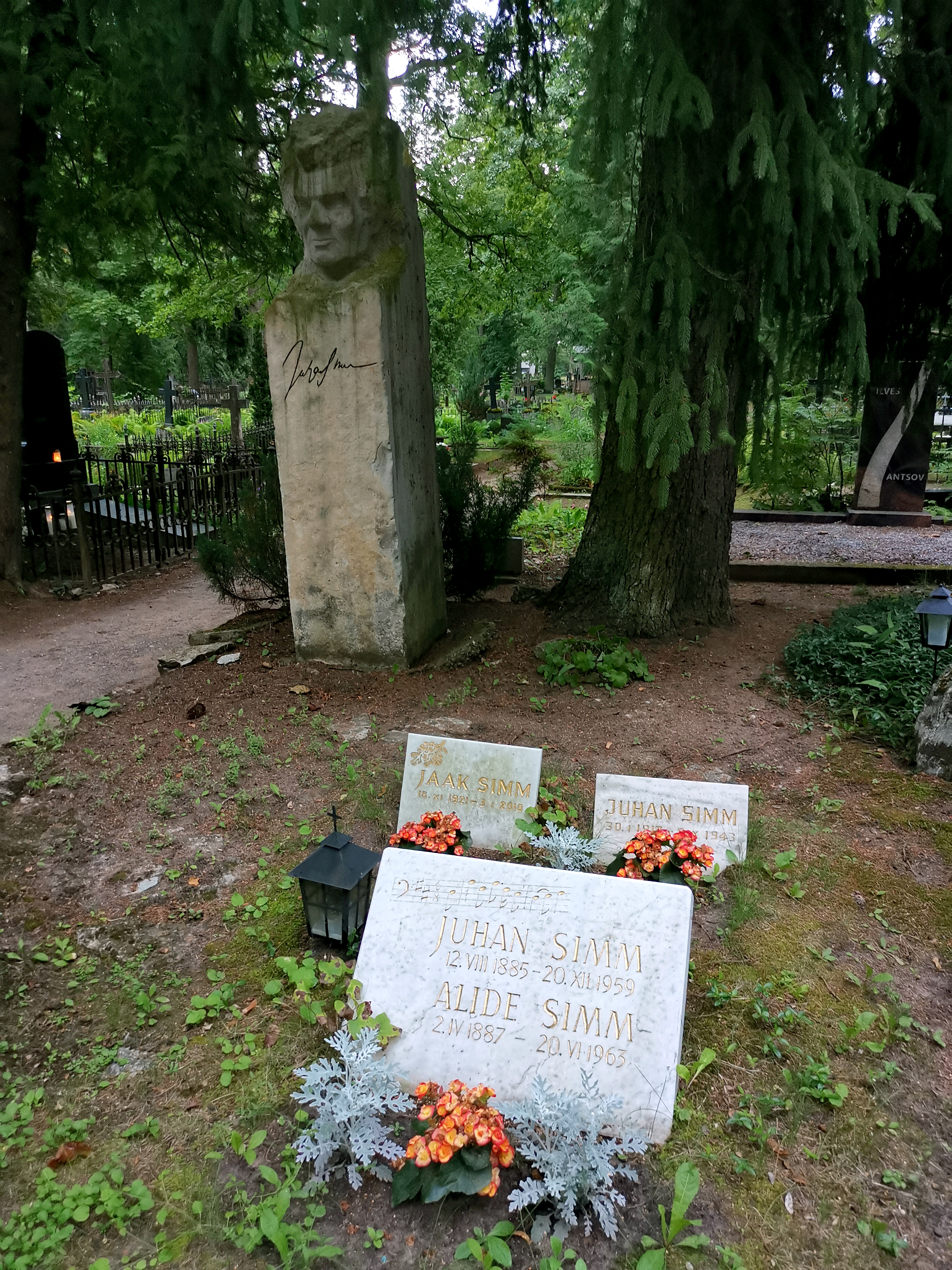
Grab auf dem Friedhof Tartu (Raadi kalmistu)

Juhan Simm (* 31. Julijul. / 12. August 1885greg. in Kivilõppe, Staatsgut Vana-Suitslepa, Gemeinde Tarvastu, Kreis Viljandi/Estland; † 20. Dezember 1959 in Tartu) war ein estnischer Komponist.
Juhan Simm besuchte die Dorfschule in Suitslepa und die Kirchspielschule in Tarvastu. Er studierte anschließend von 1906 bis 1910 an der Fakultät für Physik und Mathematik der Universität Tartu. Früh entdeckte er seine Neigung zur Musik. 1908 gründete er den Tartuer Männerchor. Ab 1912 war er als Dirigent von Männerchören tätig. Von 1912 bis 1914 studierte Simm das Fach Dirigieren am Stern’schen Konservatorium in Berlin bei Alexander von Fielitz und Komposition bei Wilhelm Klatte und Julius Stern. 1924 vervollkommnete er seine Fähigkeiten im Dirigieren an der Grand opéra in Paris.
Von 1906 bis 1910 war Juhan Simm am Theater und Konzerthaus Vanemuine in Tartu angestellt. Von 1914 bis 1916 war er musikalischer Leiter am Theater Vanemuine, von 1916 bis 1925 Leiter des dortigen Männerchors und von 1916 bis 1940 Dirigent. 1926/27 und von 1944 bis 1951 war Simm Dozent für Dirigieren, Musikpädagogik und Musiktheorie an der Musikschule Tartu. Er gründete und leitete zahlreiche Chöre in Estland.
Juhan Simm war der Leiter der estnischen Sängerfeste der Jahre 1923, 1933, 1938, 1947 und 1950. 1947 wurde ihm der Titel eines „Volkskünstlers der Estnischen Sozialistischen Sowjetrepublik“ verliehen.
Daneben war Juhan Simm Musikkritiker sowie Komponist zahlreicher Werke für Orchester und Chorgesang. Er blieb in seinem Schaffen der estnischen Nationalromantik verpflichtet.

## Werke (Auswahl)
- 1910: Laul orjadele (Kantate für Bariton, gemischten Chor und Sinfonieorchester, Text Gustav Suits)
- 1911: Hommik (für Männerchor und Sinfonieorchester, Text Kalevipoeg)
- 1912: Kalevipoeg isa haual (für Männerchor und Sinfonieorchester, Text Kalevipoeg)
- 1914 Ouverture für Sinfonieorchester
- 1915: Kosjasõit (Singspiel, Text August Kitzberg)
- 1915: Kooparüütel (Operette, Libretto Karl August Hindrey)
- 1917: Eelkevad (Kantate für Männer- und gemischten Chor, Text Karl Eduard Sööt) (2. Fassung 1958)
- 1932: Koidula (Ouverture für Sinfonieorchester)
- 1945: Ouverture für Sinfonieorchester
- 1950: Suite estnischer Weisen für Sinfonieorchester
- 1952: Ouverture für Sinfonieorchester
- 1957: Quartett für Saiteninstrumente

Für Männerchor:
- Oma saar (Text Gustav Suits)
- Lauljate teretus (Text Mihkel Veske)

Für gemischten Chor
- Ei tule und (Text Anna Haava)